# Josip Belušić
Josip Belušić (n. 12 martie 1847, Županići⁠(d), Istria, Croația – d. 8 ianuarie 1905, Trieste, Austro-Ungaria) a fost un inventator croat și profesor de fizică și matematică născut în Imperiul austriac.
Născut într-o familie croată pe actualul teritoriu al Croației în perioada monarhiei habsburgice, Belušić a fost educat între Pazin și Koper. Și-a finalizat studiile la Viena și a fost profesor la Koper și Castelnuovo, lângă Trieste. Belušić este amintit în principal pentru invenția sa a vitezometrului, pe care l-a brevetat în 1888 și l-a prezentat lumii în 1889, în cadrul Expoziției Universale de la Paris, după ce a efectuat două experimente între Istria și Trieste în 1887 și 1889.

## Biografie
Belušić s-a născut lângă Labin, în Istria, și a crescut în micul oraș Županići, un sat de la marginea fostului imperiu austriac. A fost profesor la Koper la școala imperială. Belušić și-a prezentat invenția la Expoziția Universală de la Paris din 1889, cu ocazia căreia a fost construit Turnul Eiffel. Belušić a numit inițial dispozitivul său „Velocimetru”. Cu toate acestea, a fost redenumit „Controllore automatico per vetture” cu ocazia prezentării sale la Expoziția Universală. În anul Expoziției Universale de la Paris, comuna capitalei franceze a anunțat o licitație pentru alegerea celui mai bun dispozitiv de monitorizare a serviciilor de transport local, iar velocimetrul Belušić a fost ales, deoarece s-a dovedit a fi cel mai precis dispozitiv. În iunie 1890, Academia Franceză a Inventatorilor l-a lăudat pe Belušić și i-a acordat o diplomă și o medalie de aur, declarându-l și membru de onoare. Dispozitivul lui Belušić a măsurat viteza, durata călătoriei, numărul de pasageri și ora de ieșire și intrare a pasagerilor. Belušić a fost educat la Pazin. Preoții parohilor Pazin au fost cei care au observat mai întâi talentul său pentru științele naturii. Belušić și-a continuat studiile la Viena. Nu știm sigur ce s-a întâmplat cu inventatorul, care a murit la Trieste la 8 ianuarie 1905.